# Johan Axel Olin
Johan Axel Olin, född 11 april 1825 i Stockholm, död 17 december 1911 i Malmö, var en svensk präst.
Olin blev 1848 student vid Uppsala universitet och prästvigdes 1850. Åren 1853–1859 tjänstgjorde han i hemstaden Stockholm, och uppmärksammades då som en begåvad andlig talare. Olin utnämndes 1857 till extra ordinarie hovpredikant och samma år till kyrkoherde i Karlskrona. Denna befattning tillträdde han 1859 och förordnades kort därefter till kontraktsprost. År 1864 förflyttades han till Sankt Petri församling i Malmö. Utöver strödda predikningar och griftetal utgav Olin Sabbathsstunder i hemmet. En årgång predikningar (1853–1854; 5:e upplagan 1889) och Predikningar på kyrkoårets sön- och helgedagar, första årgångens nya texter I (1872). Han blev ledamot av Nordstjärneorden 1872. Olin är begravd på Gamla kyrkogården i Malmö.